# Leopold Kupelwieser
Leopold Kupelwieser (né le 17 octobre 1796 à Markt Piesting et mort le 17 novembre 1862 à Vienne) est un peintre autrichien.

## Biographie
Leopold Kupelwieser était le fils de Johann Baptist Georg Kilian Kupelwieser (1760–1813), copropriétaire d'une ferblanterie fondé en 1775, et son épouse Maria Josepha Judith née Gspan (1767–1831). Après que son talent est reconnu très tôt par le sculpteur Franz Anton von Zauner, Leopold Kupelwieser est reçu en 1809 à l'âge de 12 ans à l'académie des beaux-arts de Vienne.

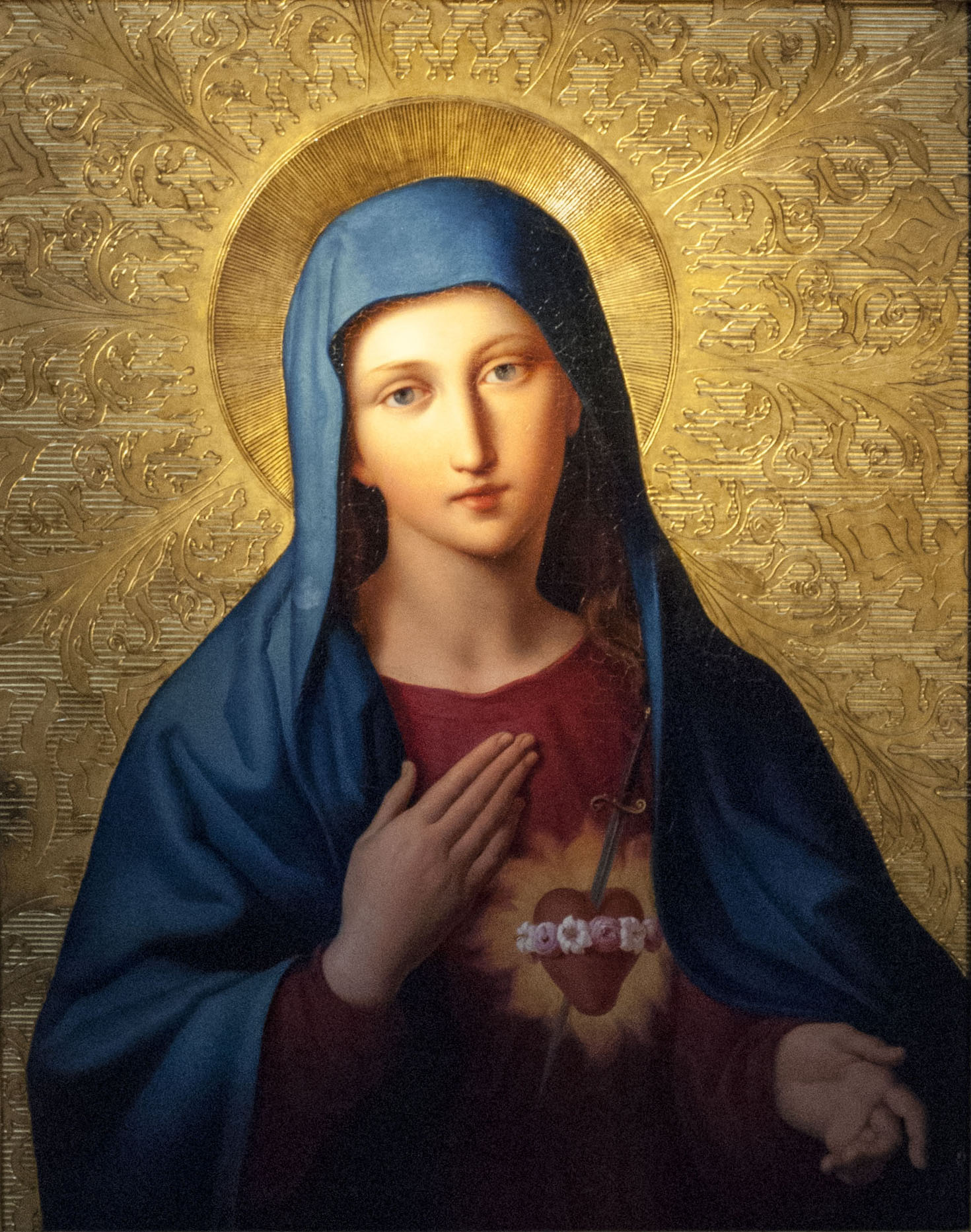
Le Cœur Immaculé de Marie, église Saint-Pierre de Vienne (Autriche).

D'abord élève de la peinture néo-classique viennoise, il est influencé au cours d'un séjour à Rome par le mouvement nazaréen autour de Johann Friedrich Overbeck. Après la mort du seigneur russe Alexander Berezin, pour lequel il avait fait des illustrations, il retourne à Vienne et s'établit comme portraitiste et peintre historique, mais aussi comme peintre décorateur. 
Lui et son frère aîné Joseph font partie des amis de Franz Schubert qui vont souvent au château d'Atzenbrugg. Il fait leurs portraits, notamment de Schubert, Franz von Bruchmann, Moritz von Schwind et Franz von Schober. Le 17 septembre 1826, il épouse Maria Johanna Evangelista Augustina Stephania Theodora Lutz. À cette occasion, Schubert compose une Kupelwieser-Walzer. 
En 1836, il devient professeur de l'académie des beaux-arts de Vienne et fait de plus en plus des motifs religieux et des fresques. En 1840, il vient vivre dans Rotenturmstraße. De 1850 à 1852, il est professeur dans une école préparatoire et de 1852 à 1862, professeur dans une école privée. 
Leopold a de nombreux enfants dont huit atteignent l'âge adulte. Karl Kupelwieser sera juriste et l'oncle de Ludwig Wittgenstein. Paul Kupelwieser sera industriel. Le photographe et sculpteur Hans Kupelwieser est son arrière-petit-fils..

## Œuvre
- Les Trois mages en route vers Bethléem (1825), huile sur bois, 33 × 41 cm, Österreichische Galerie Belvedere[2]

### Source de la traduction
- (de) Cet article est partiellement ou en totalité issu de l’article de Wikipédia en allemand intitulé « Leopold Kupelwieser » (voir la liste des auteurs).